# Sentheim
Sentheim ist eine französische Gemeinde mit 1534 Einwohnern (Stand 1. Januar 2022) im Département Haut-Rhin in der Region Grand Est (bis 2015 Elsass). Sie gehört zum Arrondissement Thann-Guebwiller, zum Kanton Masevaux-Niederbruck und zum 2001 gegründeten Gemeindeverband Vallée de la Doller et Soultzbach.

## Geografie
Die Gemeinde Sentheim liegt an der Doller im Übergangsbereich zwischen den Vogesen und der Oberrheinischen Tiefebene, etwa 20 Kilometer westlich von Mülhausen. Das Gemeindegebiet ist Teil des Regionalen Naturparks Ballons des Vosges.
Nachbargemeinden von Sentheim sind Bourbach-le-Bas im Norden, Guewenheim im Osten, Soppe-le-Haut im Südosten, Mortzwiller im Südwesten sowie Lauw im Westen.

## Geschichte
Von 1871 bis zum Ende des Ersten Weltkrieges gehörte Sentheim als Teil des Reichslandes Elsaß-Lothringen zum Deutschen Reich und war dem Kreis Thann im Bezirk Oberelsaß zugeordnet.

### Einheimischer Name
Der Name der Gemeinde lautet in der lokalen elsässischen Mundart „Santa“.

### Bevölkerungsentwicklung
| Jahr      | 1910  | 1962 | 1968 | 1975 | 1982 | 1990 | 1999 | 2007 | 2017 |
| --------- | ----- | ---- | ---- | ---- | ---- | ---- | ---- | ---- | ---- |
| Einwohner | 1.227 | 936  | 1018 | 927  | 1042 | 1162 | 1378 | 1525 | 1577 |

## Sehenswürdigkeiten
- Kirche St. Georg
- Kapelle St. Anna
- Geologiemuseum
- Endpunkt der Museumsbahnlinie Train Thur Doller Alsace, die von Cernay aus vorwiegend mit Dampflokomotiven betrieben wird

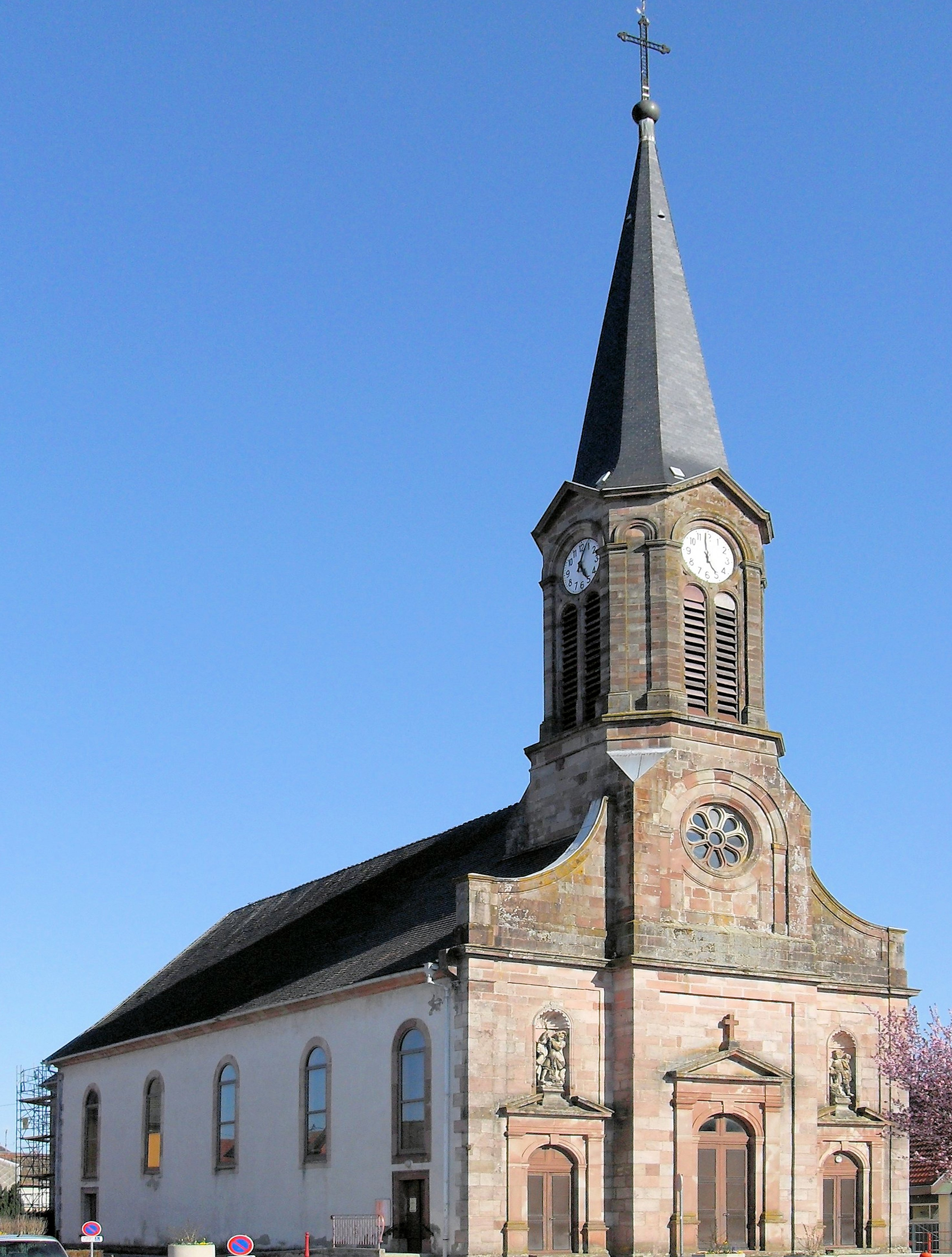
Kirche St. Georg
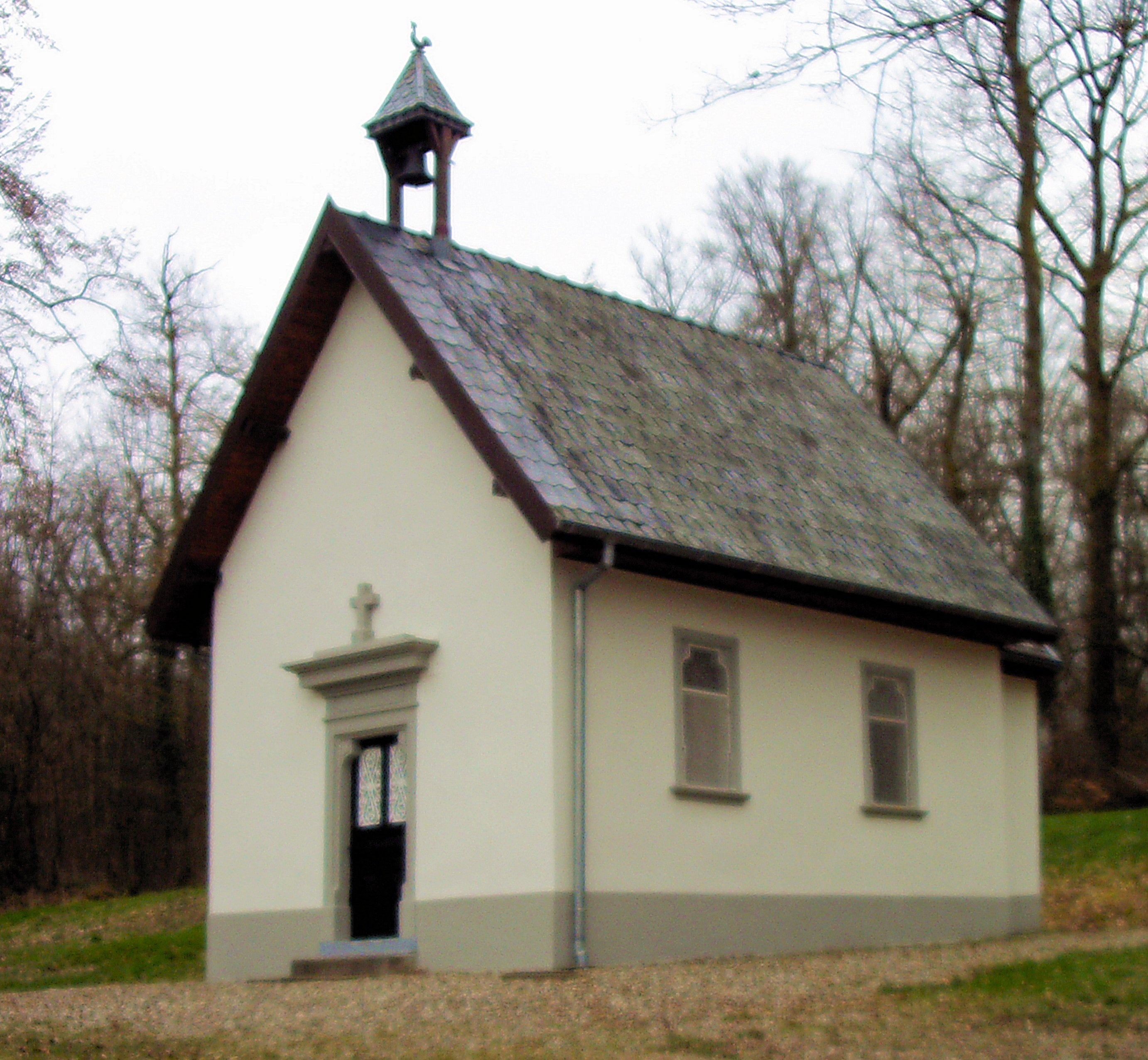
Kapelle St. Anna
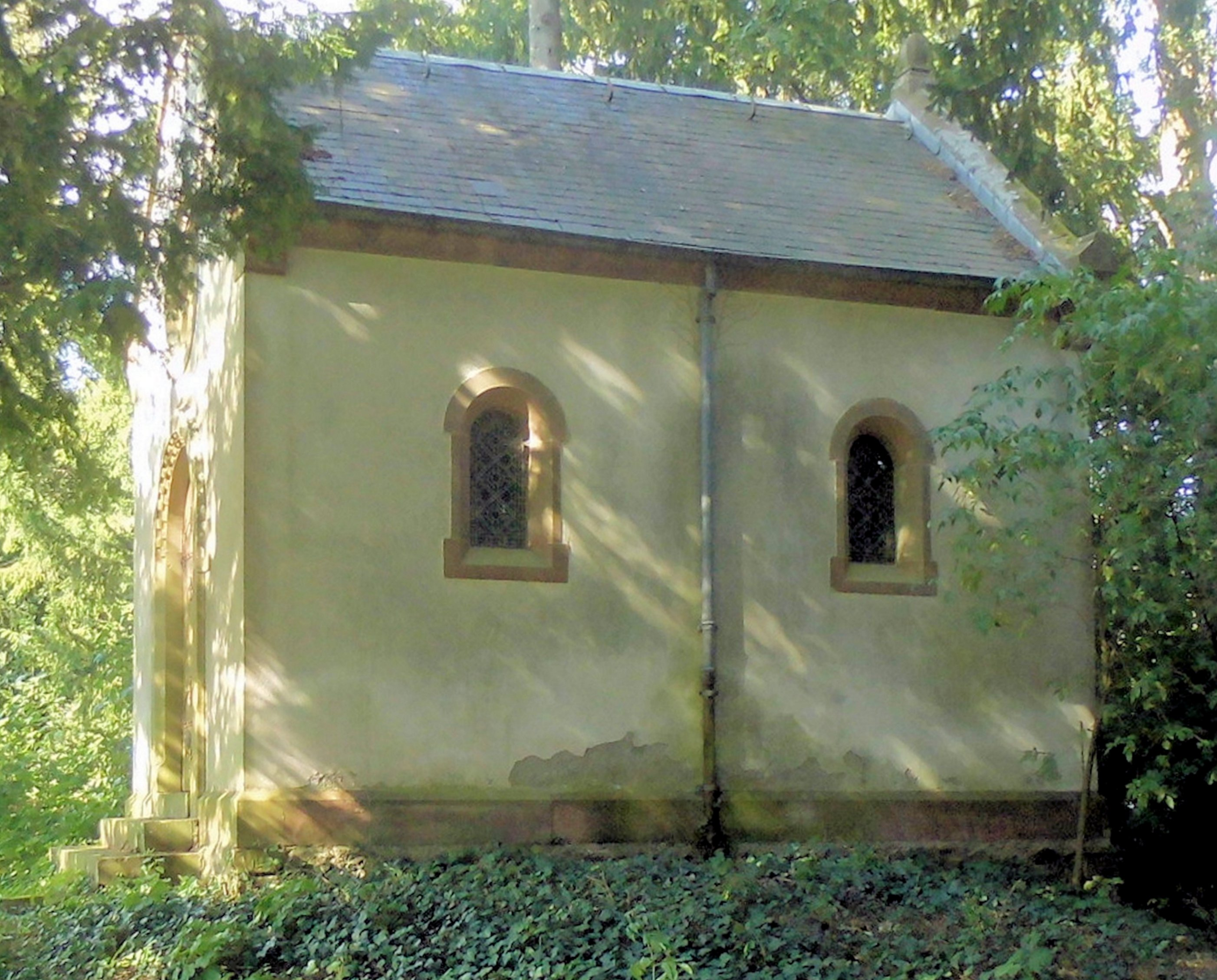
Kapelle St. Johannes
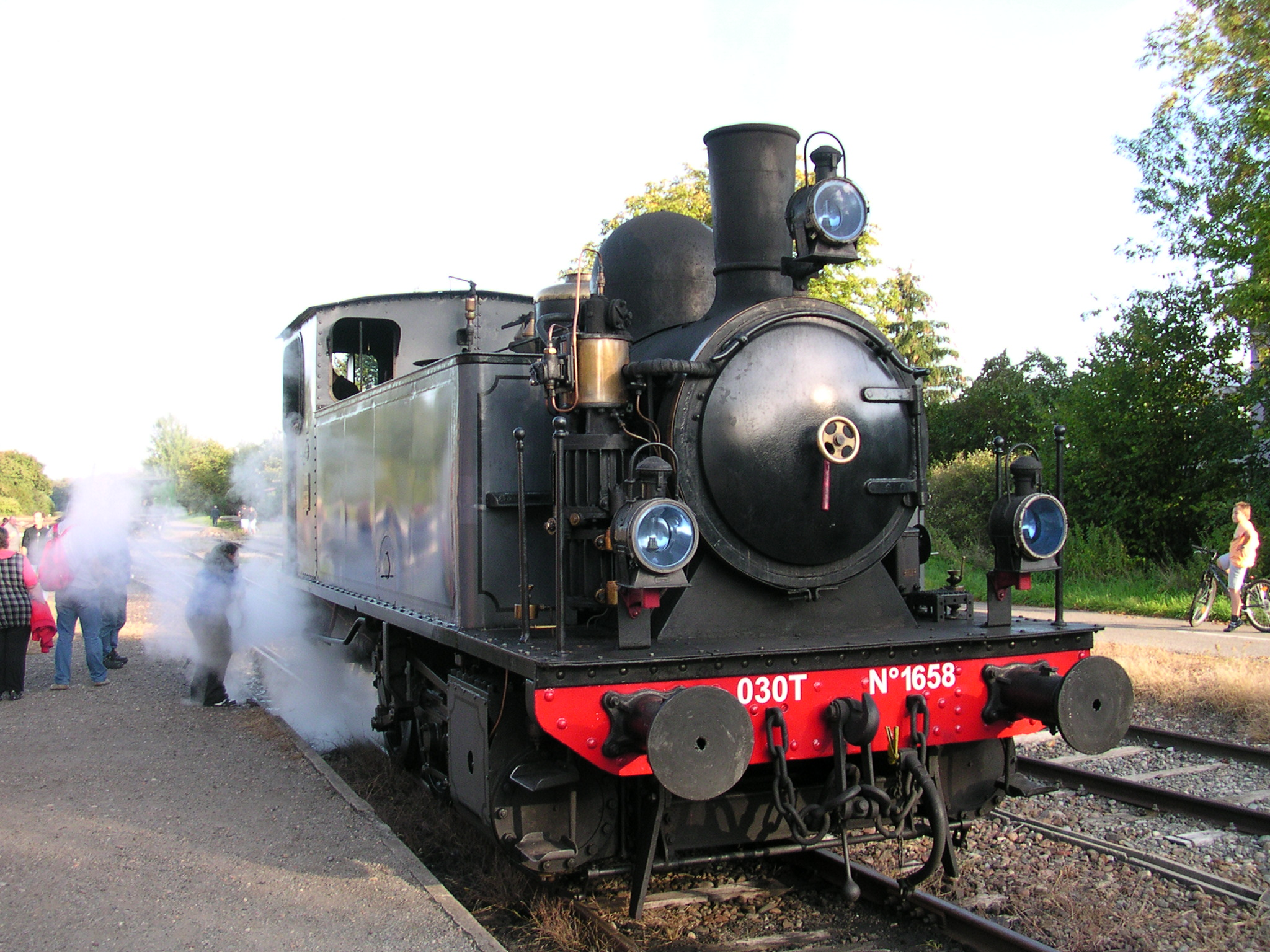
Halt der Museumsbahn in Sentheim

## Wirtschaft
Sentheim ist Standort und Unternehmenssitz des Autoherstellers Dangel.

## Persönlichkeiten
- René Bian (1844–1917), Industrieller, Landtagsabgeordneter und 1888–1915 Bürgermeister von Sentheim